# GrIFK-Fotboll
GrIFK-Fotboll är en tvåspråkig fotbollsförening från Grankulla. Föreningen har ungefär 750 spelare. På 2020-talet har även futsal blivit en allt större del av verksamheten.
Föreningens verksamhet bedrevs till en början som en fotbollssektion inom föreningen Idrottsföreningen Kamraterna Grankulla. År 1997 omorganiserade den föreningen sin verksamhet och fotbollsektionen blev en självständig dotterförening.

## Hemmaplan
Föreningen spelar sina hemmamatcher på Centralplanen i Grankulla. 

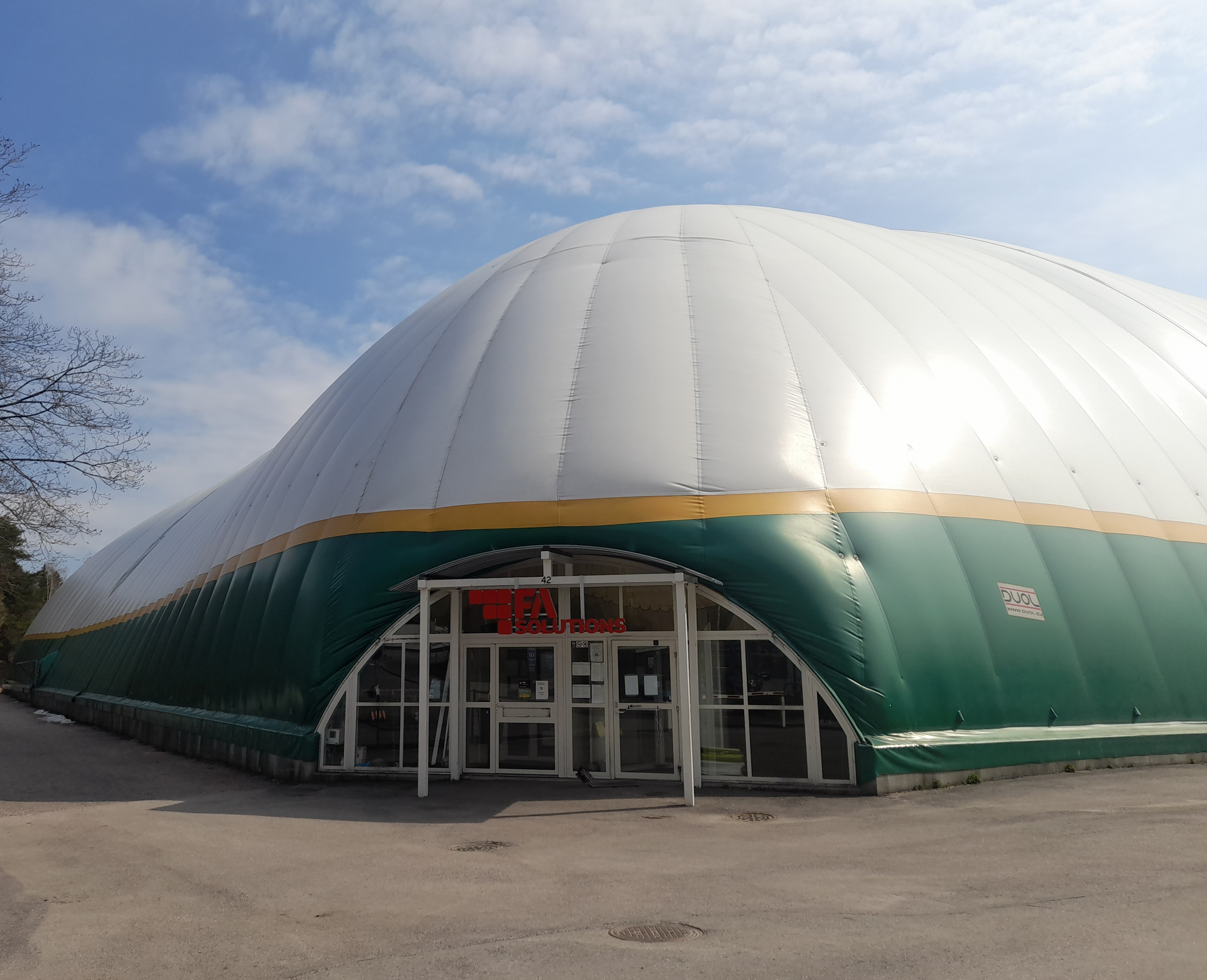
GrIFK-Fotbolls hall i Grankulla

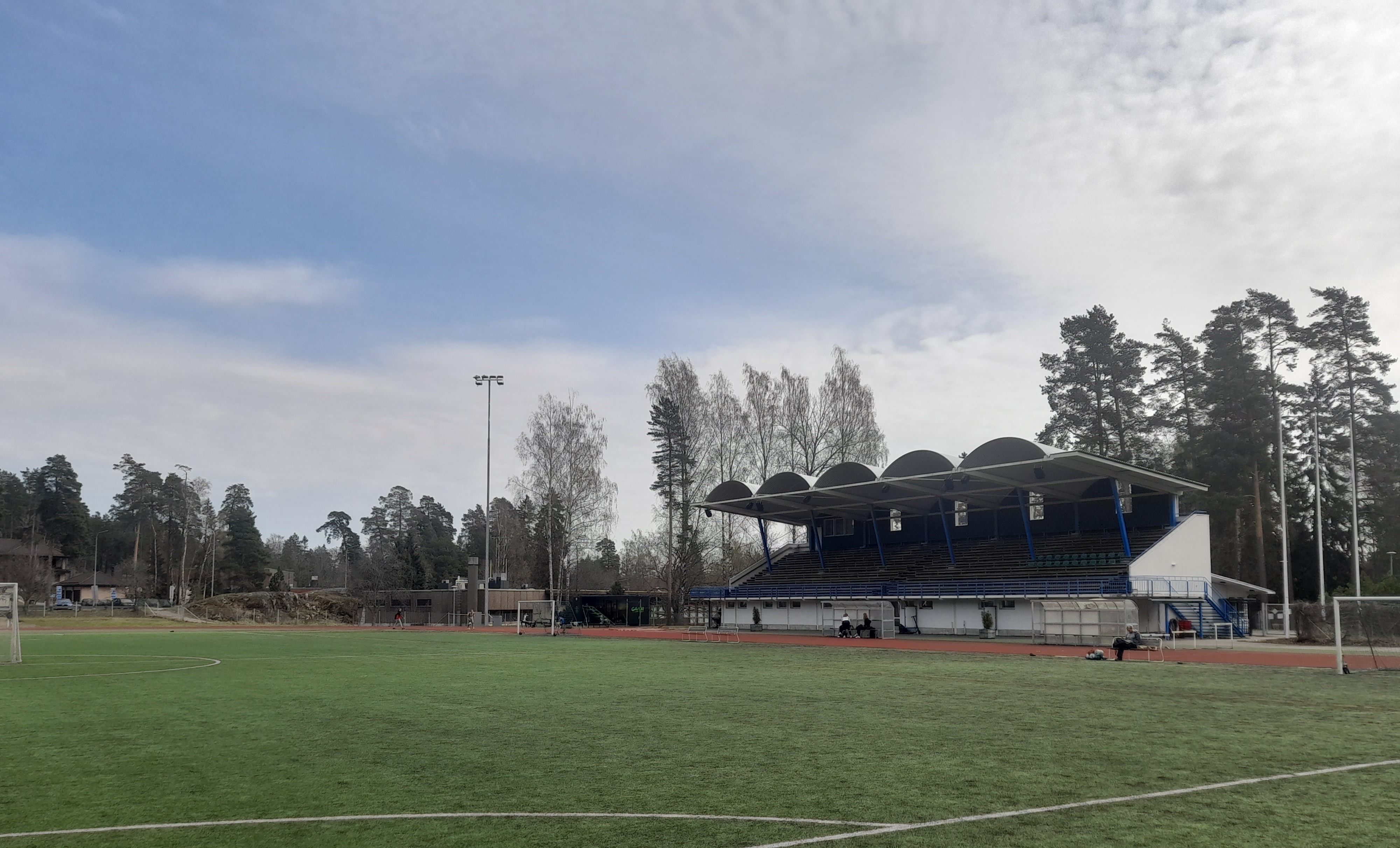
Grankulla centraplan i april 2023

Vintertid tränar och spelar man i den egna hallen FA-Solutions Areena. Föreningen äger hallen själv via företaget Granifield. Arenan öppnade sina dörrar för första gången fredagen 3 februari 2018.

## Verksamhet
Föreningens herrlag har oftast spelat i division två, men har också 13 säsonger i division 1. Säsongerna i division 1 är: 1978–1980, 1982–1985, 1987–1988, 1990, 2008 och 2016-2017.
År 2007 flyttades herrlaget till en egen förening, Grankulla IFK representationslag r.f, för att lättare hålla den verksamheten åtskild från juniorverksamheten.
Föreningen har inget damlag i bollförbundets officiella serier, men antalet flicklag har stadigt ökat under senare år. Samarbete med fotbollsföreningen HooGe har varit av betydelse för den utvecklingen.